# Anchoa lucida
La anchoa bocona, anchoa ojitos, mejúa o pelada (Anchoa lucida) es una especie de pez clupeiforme de la familia Engraulidae.

## Descripción
A. lucida alcanza máximo 13.2 cm, siendo más común que mida 10 cm. Cuenta con 18-23 rayos anales. Su cuerpo es moderadamente alargado y un poco comprimido. La aleta anal es bastante larga.

## Hábitat y distribución
A. lucida se encuentra desde el Golfo de California hasta Puerto Pizarro en Perú. Se halla en aguas costeras pero ha sido registrada con más frecuencia en bahías, lagunas y estuarios, por lo que son capaces de toleras salinidades bajas. Es una especie pelágico-nerítica subtropical y se encuentra a profundidades de 0-50 m.

## Alimentación
Zooplancton, huevos pelágicos y larvas.